# Toppers in concert 2014
Toppers In Concert 2014, The Made In Holland Edition (Ook wel 10 Jaar Toppers Made In Holland) is de naam van de concerten van De Toppers op 24, 29, 30 & 31 mei 2014 in de Amsterdam ArenA en de gelijknamige cd en dvd.
Het kledingadvies bij het thema van dit jaar was rood voor de tweede ring, wit voor de eerste ring en blauw voor de mensen op het veld. Zo wordt de Nederlandse vlag gecreëerd.
Het concert op 24 mei was een besloten concert, alleen voor winnaars van de Nationale Postcode Loterij.
In de tiende ArenA-editie van Toppers in Concert treden Gerard Joling, Jeroen van der Boom en René Froger opnieuw op in de ArenA. Ze worden bijgestaan door gastartiesten Gordon, André van Duin, Frans Bauer, 2 Unlimited, Henny Huisman, Lee Towers, Eva Simons, de formatie Gents, bestaande uit Danny Froger, Danny Nicolay en Wesley Klein, en de winnaars van de Hollandsnieuwe Topper Tamara Tol en Ernest van Hartingsveldt.
Net als de cd uit 2012, zal dit album ook bestaan uit 3 schijven.

## Tracklist

### CD

#### Disc 1
1. Ouverture ik hou van holland
2. This is what it feels like
3. Best of wals medley
4. The power of love medley
5. André van Duin medley
6. Best of 2014 hitmedley
7. Home
8. Rio
9. René Froger classics
10. Hollands glorie medley
11. Frans Bauer medley 2014
12. Best of songfestival
13. Toppers jubileum medley
14. Best disco in town medley
15. André Hazes medley 2014

#### Disc 2
1. Polonaise medley 2014
2. Dance medley 2014
3. Simons & Simons medley
4. Abba medley 2014
5. René Froger hitmedley
6. 2 Unlimited medley
7. Motown soul medley
8. Gordon medley 2014
9. Shine 2014
10. Gerard Joling hitmedley
11. Jeroen van der Boom's pop piano medley
12. Rock medley 2014
13. Henny Huisman medley
14. Andre's carnavals medley

#### Disc 3
1. Rondje feest medley 2014
2. Finale voetbal brazil medley
3. Over de top! 2014
4. Halftime show 2014 (BONUSTRACK)
5. Dans en zing (Halftime show 2014) (BONUSTRACK)

### DVD

#### DVD 1
1. Ouverture ik hou van holland
2. This is what it feels like
3. Best of wals medley
4. The power of love medley
5. André van Duin medley
6. Best of 2014 hitmedley
7. Home
8. Rio
9. René Froger classics
10. Hollands glorie medley
11. Frans Bauer medley 2014
12. Best of songfestival
13. Toppers jubileum medley
14. Best disco in town medley
15. André Hazes medley 2014
16. Polonaise medley 2014
17. Halftime show 2014 (BONUSTRACK)

#### DVD 2
1. Dance medley 2014
2. Simons & Simons medley
3. Abba medley 2014
4. René Froger hitmedley
5. 2 Unlimited medley
6. Motown soul medley
7. Gordon medley 2014
8. Shine 2014
9. Gerard Joling hitmedley
10. Jeroen van der Boom's pop piano medley
11. Rock medley 2014
12. Henny Huisman medley
13. Andre's carnavals medley
14. Rondje feest medley 2014
15. Finale voetbal brazil medley
16. Over de top! 2014

## Concert

#### Part 1
1. Ouverture "Ik Hou Van Holland"
2. This Is What It Feels Like
3. Best of Wals Medley 
A. 't Was Aan De Costa Del Sol 
B. De Clown 
C. Kleine Café Aan De Haven 
D. Tulpen Uit Amsterdam 
E. 't Is Moeilijk Bescheiden Te Blijven
4. The Power of Love Medley 
A. All By Myself 
B. Say You, Say Me 
C. Let It Be Me 
D. I'll Never Fall In Love Again
5. André van Duin Hitmedley (André van Duin) 
A. Want het is zomer 
B. Het dorp 
C. Een echte vriend 
D. Als de zon schijnt
6. Best of 2014 Hitmedley 
A. Starlette 
B. Get Lucky 
C. Blurred Lines 
D. Happy
7. Home (Jeroen van der Boom)
8. Rio (Gerard Joling)
9. René Froger Classics (René Froger) 
A. Your Place Or Mine 
B. Are You Ready For Loving Me 
C. Thunder In My Heart 
D. Woman, Woman 
E. Kaylee 
F. You've Got A Friend
10. Hollands Glorie Medley 
A. Zondag 
B. Dromen Zijn Bedrog 
C. Laat Me 
D. Vrijgezel 
E. Vriendschap 
F. Vlieg Met Me Mee Naar De Regenboog
11. Frans Bauer Medley 2014 (Frans Bauer) 
A. De Wereld Is Een Gekkenhuis 
B. Doe Nou Niet 
C. Mijn Hart Gaat Zo Tekeer 
D. Als Sterren Aan De Hemel Staan 
E. Heb je even voor mij
12. Best of Songfestival 
A. Shangri-La 
B. Dinge-dong 
C. Eres Tu 
D. Vrede 
E. De troubadour 
F. Shangri-La
13. Toppers Jubileum Medley 
A. Jij Bent Zo 
B. Zing Met Me Mee 
C. Here In My Heart 
D. Werd De Tijd Maar Teruggedraaid 
E. Echte Vrienden 
F. Nobody Else 
G. This Is The Moment
14. Best Disco in Town Medley 
A. Best Disco In Town 
B. Don’t Let Me Misunderstood 
C. Dance Yourself Dizzy 
D. You Make Me Feel (Mighty Real) 
E. Never Can Say Goodbye 
F. Love Is In The Air 
G. Don’t Take Away The Music
15. André Hazes Medley 2014 
A. Zondag 
B. Zeg Maar Niets Meer 
C. Zij Gelooft In Mij 
D. De Vlieger 
E. Een Beetje Verliefd 
F. Bloed, Zweet En Tranen
16. Polonaise Medley 2014 (Toppers & Factor 12) 
A. Het Feest Kan Beginnen 
B. ’s Nachts Na Tweeën 
C. Och Was Ik Maar 
D. C’est La Vie 
E. Dans Je De Hele Nacht Met Mij 
F. Vogeltje Wat Zing Je Vroeg

#### Pauze
Halftime show 2014

(Danny Nicolay, Danny Froger, Wesley Klein, Tamara Tol en Ernest van Hartingsveldt) 

A. Slavenkoor 

B. We hebben een woonboot 

C. Malle Babbe 

D. 't Dondert en 't bliksemt 

E. Per spoor 

F. Ik ben blij dat ik je niet vergeten ben 

G. Ik voel me zo verdomd alleen 

H. Schatje mag ik je foto 

I. Ik heb de hele nacht liggen dromen 

J. Seks met die kale 

K. Als de morgen is gekomen 

L. Vrienden voor het leven 

M. Rosanne 

N. Vrij met mij de hele nacht 

O. Dans en zing

#### Part 2
1. Dance Medley 2014 
A. Scream & Shout 
B. Let Me Entertain You 
C. Timber 
D. Lola's Theme 
E. All Of Me 
F. Hey Brother 
G. Wake Me Up
2. Simons & Simons Medley (Eva Simons & Ingrid Simons) 
A. This Is Love 
B. Take Over Control 
C. Luv U More 
D. Rainbow in the Sky 
E. This Is Love
3. Abba Medley 2014 
A. Mamma Mia 
B. Money Money Money 
C. Super Trouper 
D. S.O.S. 
E. Voulez-Vous 
F. Take A Chance On Me 
G. Dancing Queen 
H. The Winner Takes It All 
I. Waterloo
4. René Froger Hitmedley 
A. Doe Maar Gewoon 
B. ‘k Heb Je Lief 
C. Daar Sta Je Dan
5. 2 Unlimited Medley (2Unlimited) 
A. Get Ready For This 
B. Tribal Dance 
C. Twilight Zone 
D. No Limit 
E. Jump For Joy
6. Motown Soul Medley 
A. I Can’t Help Myself 
B. It’s The Same Old Song 
C. Walk Away Renee 
D. Reach Out I’ll Be There 
E. My Girl 
F. Don’t Leave Me This Way 
G. I Will Survive
7. Gordon Medley 2014 (Gordon) 
A. Ik bel je zomaar even op 
B. Omdat Ik Zo Van Je Hou 
C. Never nooit meer 
D. Kon Ik Maar Even Bij Je Zijn 
E. Kom Eens Dichterbij
8. Shine 2014 (Toppers & Gordon)
9. Gerard Joling Hitmedley 2014 (Gerard Joling) 
A. Love Is In Your Eyes 
B. Ticket To The Tropics 
C. Liefde Op Het Eerste Gezicht 
D. Maak Me Gek 
E. Maar Vanavond 
F. Het Is Nog Niet Voorbij
10. Jeroen van der Boom's Piano Pop Medley 2014 (Jeroen van der Boom) 
A. Domino 
B. Alles Is Liefde 
C. Mannenharten 
D. Nanana
11. Rock Medley 2014 (René Froger & Jeroen van der Boom) 
A. The Final Countdown 
B. (I Can't Get No) Satisfaction 
C. Venus 
D. Born to Be Wild 
E. Radar Love 
F. I Want You To Want Me
12. Henny Huisman Medley (Toppers & Henny Huisman) 
A. Reach Out And Touch 
B. Later als je groot bent 
C. Met Z'n Allen
13. Andre's Carnavals Medley (André van Duin) 
A. De sambaballensamba 
B. Er staat een paard in de gang 
C. Bim bam 
D. Ta-ta-ta 
E. Het pizzalied
14. Rondje Feest Medley 
A. Het Vrolijke Kosterlied 
B. Even Aan Mijn Moeder Vragen 
C. Naar De Kermis 
D. De Bostella 
E. Kleine jodeljongen
15. Finale Voetbal Brazil Medley (Toppers & Lee Towers) 
A. Wij Houden Van Oranje 
B. We Are the Champions 
C. You'll Never Walk Alone
16. Over De Top! 2014

## Hitnotering

### NederlandseAlbum Top 100
| Positie: | 2   | 2  | 6  | 4  | 14 | 11 | 21 | 28 | 41  | 40 | 51 | 59  | 79 | 92  |
| Week:    | 15  | 16 | 17 | 18 | 19 | 20 | 21 | 22 |     | 23 | 24 |     | 25 |     |
| Positie: | 100 | 92 | 81 | 68 | 93 | 60 | 87 | 81 | uit | 60 | 70 | uit | 94 | uit |

### Nederlandse DVD Top 30
| Positie: | 1  | 1  | 1   | 1  | 1   | 1  | 1  | 1   | 1  | 3   | 2  | 2   | 1  | 1   | 1  | 1  | 1   | 2   | 1   | 1   |
| Week:    | 21 | 22 | 23  | 24 | 25  | 26 | 27 | 28  | 29 | 30  | 31 | 32  | 33 | 34  | 35 | 36 | 37  | 38  | 39  | 40  |
| Positie: | 1  | 2  | 1   | 1  | 3   | 2  | 4  | 4   | 6  | 6   | 5  | 6   | 5  | 5   | 5  | 1  | 2   | 3   | 6   | 7   |
| Week:    | 41 | 42 | 43  | 44 | 45  | 46 | 47 | 48  | 49 | 50  | 51 | 52  | 53 | 54  | 55 | 56 | 57  |     | 58  |     |
| Positie: | 7  | 8  | 9   | 7  | 7   | 6  | 7  | 9   | 11 | 10  | 13 | 11  | 18 | 11  | 13 | 20 | 20  | uit | 24  | uit |
| Week:    | 59 | 60 |     | 61 |     | 62 | 63 |     | 64 |     | 65 |     | 66 |     | 67 | 68 |     | 69  |     | 70  |
| Positie: | 26 | 27 | uit | 27 | uit | 27 | 25 | uit | 25 | uit | 27 | uit | 20 | uit | 5  | 29 | uit | 25  | uit | 29  |